# Dibsi Faraj
Dibsi Faraj là một địa điểm khảo cổ ở bờ phải của Euphrates ở tỉnh Aleppo (Syria). Khu vực này đã được khai quật như một phần trong nỗ lực quốc tế lớn hơn do UNESCO phối hợp để khai quật càng nhiều địa điểm khảo cổ càng tốt trong khu vực sẽ bị ngập bởi hồ chứa do đập Tabqa tạo ra vào thời điểm đó. Một âm thanh khảo cổ nhỏ ban đầu đã được Bộ Cổ vật Syria thực hiện tại Dibsi Faraj vào năm 1971. Sau cuộc điều tra này, địa điểm này đã được khai quật từ năm 1972 đến 1974 như là một phần của hoạt động chung của Trung tâm Nghiên cứu Byzantine Dumbarton và Bảo tàng Khảo cổ học Kelsey tại Đại học Michigan dưới sự chỉ đạo của Richard P. Harper. Kể từ đó, địa điểm này đã biến mất dưới vùng nước dâng của hồ Assad, hồ chứa được tạo ra bởi đập Tabqa.
Các cuộc khai quật tiết lộ rằng địa điểm này đã bị chiếm đóng giữa thế kỷ thứ nhất và thứ mười CE. Trong thời kỳ này, địa điểm này đã phát triển từ một ngôi làng La Mã trong thế kỷ thứ nhất sang một khu định cư đô thị được củng cố nghiêm ngặt vào thế kỷ thứ ba đã được sửa đổi rộng rãi trong thời kỳ đầu Byzantine. Các cuộc khai quật tiết lộ rằng địa điểm này phần lớn đã bị bỏ hoang trong thời kỳ Hồi giáo đầu tiên, có lẽ sau trận động đất năm 859 CE gây ra nhiều sự hủy diệt.
Dibsi Faraj nằm ở vị trí chiến lược trên một đỉnh đồi nhìn ra phía cánh đồng nông nghiệp và bãi chăn thả. Khu vực này bao gồm một thị trấn trên 5 hécta (12 mẫu Anh) nơi tìm thấy dấu vết định cư lâu đời nhất và một thị trấn thấp hơn 20 hécta (49 mẫu Anh). Ở thị trấn vùng trên, những ngôi nhà bị giới hạn tại phần phía đông của khu vực. Ở phía tây, một số tòa nhà công cộng đã được khai quật, bao gồm nhà tắm công cộng, nhà thờ Thiên chúa giáo và một nguyên tắc hoặc trụ sở quân đội. Thị trấn phía trên được bao quanh bởi một bức tường đá với tháp và bốn cổng. Những bức tường này được xây dựng dưới triều đại của Hoàng đế Diocletian vào cuối thế kỷ thứ ba và được tân trang lại trong thế kỷ thứ năm. Các cuộc khai quật vượt ra ngoài các bức tường đã phát hiện ra một ngôi nhà ở thị trấn phía dưới, một bức tường đất bao quanh nó và một vương cung thánh đường thứ hai.
Tên cổ của Dibsi Faraj không được biết một cách chắc chắn. Đề xuất đặt Thapsacus tại Dibsi Faraj không tìm thấy nhiều sự hỗ trợ trong cộng đồng khoa học. Bằng cách kết hợp các nguồn khác nhau, hầu hết các học giả đồng ý rằng Dibsi Faraj nên được xác định với Athis trong thời kỳ La Mã chiếm đóng sớm của địa điểm này. Trong thời kỳ cuối La Mã và đầu Byzantine, địa điểm này có thể được gọi là Neocaesarea. Tên của Dibsi Faraj sau khi tiếp quản Umayyad, Qasrin, chắc chắn vì nó được kết nối với một kênh đào được xây dựng trong thời gian đó vẫn có thể được xác định tại thời điểm khai quật.